# Вернер, Виталий Дмитриевич
Вита́лий Дми́триевич Ве́рнер (6 января 1932, село Каменка Пензенской области — 24 января 2016) — советский и российский физик, доктор физико-математических наук, профессор.

## Биография
Выпускник физико-химического факультета Московского института стали и сплавов (МИСиС) 1956 года.
В 1956—1958 годах — начальник лаборатории Пензенского дизельного завода.
В 1961—1967 годах — (последовательно) ассистент, старший преподаватель, доцент филиала МИСиС в городе Электростали. Кандидат физико-математических наук (1964).
C 1967 года (последовательно) доцент, декан факультета повышения квалификаций, заведующий кафедрой общей физики и кафедрой физики и технологии интегральных микросхем, проректор по научной работе, ректор Московского государственного института электронной техники (1988—1998), главный конструктор научного-производственного комплекса «Технологический центр» МИЭТ (НПК ТЦ МИЭТ).

## Награды и звания
Кавалер ордена Трудового Красного Знамени, ордена Дружбы народов, ордена «За заслуги перед Отечеством» IV степени (1999), лауреат премии Правительства Российской Федерации в области науки и техники (2001).